# Campionati del mondo di atletica leggera 2022 - 800 metri piani femminili
La specialità degli 800 metri piani femminili dei campionati del mondo di atletica leggera 2022 si è svolta tra il 20 e il 23 luglio all'Hayward Field di Eugene, negli Stati Uniti d'America.

## Podio
| Pos.    | Atleta           | Nazionalità | Tempo   |
| ------- | ---------------- | ----------- | ------- |
| Oro     | Athing Mu        | Stati Uniti | 1'56"30 |
| Argento | Keely Hodgkinson | Regno Unito | 1'56"38 |
| Bronzo  | Mary Moraa       | Kenya       | 1'56"71 |

## Situazione pre-gara

### Record
Prima di questa competizione, il record del mondo (RM) e il record dei campionati (RC) erano i seguenti.
| Record                | Prestazione | Atleta                               | Data                              | Competizione  |
| --------------------- | ----------- | ------------------------------------ | --------------------------------- | ------------- |
| Record mondiale       | 1'53"28     | Jarmila Kratochvílová Cecoslovacchia | 26 luglio 1983 Monaco, Germania   |               |
| Record dei campionati | 1'54"68     | Jarmila Kratochvílová Cecoslovacchia | 9 agosto 1983 Helsinki, Finlandia | Mondiali 1983 |

### Campioni in carica
I campioni in carica a livello mondiale e olimpico erano:
| Campione | Atleta                 | Prestazione | Data                          | Competizione         |
| -------- | ---------------------- | ----------- | ----------------------------- | -------------------- |
| Olimpico | Athing Mu Stati Uniti  | 1'55"21     | 3 agosto 2021 Tokyo, Giappone | Giochi olimpici 2021 |
| Mondiale | Halimah Nakaayi Uganda | 1'58"04     | 30 settembre 2019 Doha, Qatar | Mondiali 2019        |

### La stagione
Prima di questa gara, gli atleti con le migliori tre prestazioni dell'anno erano:
| Pos. | Atleta                  | Prestazione | Data                                         |
| ---- | ----------------------- | ----------- | -------------------------------------------- |
| 1    | Athing Mu Stati Uniti   | 1'57"01     | 8 giugno 2022 Roma, Italia                   |
| 2    | Ajee Wilson Stati Uniti | 1'57"23     | 25 giugno 2022 Eugene, Stati Uniti d'America |
| 3    | Mary Moraa Kenya        | 1'57"45     | 24 giugno 2022 Nairobi, Kenya                |

## Risultati

### Batterie
I primi 3 di ogni batteria (Q) e i 6 tempi migliori tra gli esclusi (q) si qualificano alle semifinali.
| Pos. | Batteria | Atleta                | Nazionalità               | Tempo   | Note |
| ---- | -------- | --------------------- | ------------------------- | ------- | ---- |
| 1    | 1        | Diribe Welteji        | Etiopia                   | 1'58"83 | Q    |
| 2    | 1        | Jemma Reekie          | Regno Unito               | 1'59"09 | Q    |
| 3    | 1        | Adelle Tracey         | Giamaica                  | 1'59"20 | Q    |
| 4    | 6        | Natoya Goule          | Giamaica                  | 2'00"06 | Q    |
| 5    | 6        | Mary Moraa            | Kenya                     | 2'00"42 | Q    |
| 6    | 4        | Renelle Lamote        | Francia                   | 2'00"71 | Q    |
| 7    | 6        | Anna Wielgosz         | Polonia                   | 2'00"79 | Q    |
| 8    | 1        | Lindsey Butterworth   | Canada                    | 2'00"81 | q    |
| 9    | 2        | Keely Hodgkinson      | Regno Unito               | 2'00"88 | Q    |
| 10   | 4        | Freweyni Hailu        | Etiopia                   | 2'00"93 | Q    |
| 11   | 4        | Ajee Wilson           | Stati Uniti               | 2'01"02 | Q    |
| 12   | 6        | Majtie Kolberg        | Germania                  | 2'01"21 | q    |
| 13   | 4        | Alexandra Bell        | Regno Unito               | 2'01"25 | q    |
| 14   | 3        | Athing Mu             | Stati Uniti               | 2'01"30 | Q    |
| 15   | 5        | Raevyn Rogers         | Stati Uniti               | 2'01"36 | Q    |
| 16   | 5        | Habitam Alemu         | Etiopia                   | 2'01"37 | Q    |
| 17   | 3        | Halimah Nakaayi       | Uganda                    | 2'01"41 | Q    |
| 18   | 2        | Anita Horvat          | Slovenia                  | 2'01"48 | Q    |
| 19   | 5        | Noélie Yarigo         | Benin                     | 2'01"58 | Q    |
| 20   | 5        | Prudence Sekgodiso    | Sudafrica                 | 2'01"60 | q    |
| 21   | 4        | Naomi Korir           | Kenya                     | 2'01"61 | q    |
| 22   | 2        | Lore Hoffmann         | Svizzera                  | 2'01"63 | Q    |
| 23   | 2        | Christina Hering      | Germania                  | 2'01"63 | q    |
| 24   | 6        | Louise Shanahan       | Irlanda                   | 2'01"71 |      |
| 25   | 3        | Ellie Baker           | Regno Unito               | 2'01"72 | Q    |
| 26   | 5        | Chrisann Gordon       | Giamaica                  | 2'01"91 |      |
| 27   | 3        | Rose Mary Almanza     | Cuba                      | 2'01"96 |      |
| 28   | 3        | Ol'ha Ljachova        | Ucraina                   | 2'02"16 |      |
| 29   | 2        | Gayanthika Artigala   | Sri Lanka                 | 2'02"35 |      |
| 30   | 1        | Jarinter Mawia Mwasya | Kenya                     | 2'02"35 |      |
| 31   | 6        | Jerneja Smonkar       | Slovenia                  | 2'02"48 |      |
| 32   | 1        | Eveliina Määttänen    | Finlandia                 | 2'02"68 |      |
| 33   | 5        | Madeleine Kelly       | Canada                    | 2'02"71 |      |
| 34   | 2        | Elena Bellò           | Italia                    | 2'02"87 | qR   |
| 35   | 4        | Shafiqua Maloney      | Saint Vincent e Grenadine | 2'03"00 |      |
| 36   | 1        | Déborah Rodríguez     | Uruguay                   | 2'03"04 |      |
| 37   | 1        | Mariela Luis Real     | Messico                   | 2'03"24 |      |
| 38   | 6        | Nozomi Tanaka         | Giappone                  | 2'03"56 |      |
| 39   | 3        | Assia Raziki          | Marocco                   | 2'03"77 |      |
| 40   | 4        | Addy Townsend         | Canada                    | 2'03"79 |      |
| 41   | 5        | Vanessa Scaunet       | Belgio                    | 2'04"07 |      |
| 42   | 5        | Claudia Hollingsworth | Australia                 | 2'04"11 |      |
| 43   | 3        | Tess Kirsopp-Cole     | Australia                 | 2'05"74 |      |
| 44   | 6        | Hedda Hynne           | Norvegia                  | 2'06"27 |      |
| 45   | 2        | Catriona Bisset       | Australia                 | 2'22"25 | qR   |

### Semifinali
I primi 2 di ogni semifinale (Q) e i 2 tempi migliori tra gli esclusi (q) si qualificano alla finale.
| Pos. | Batteria | Atleta              | Nazionalità | Tempo   | Note                                     |
| ---- | -------- | ------------------- | ----------- | ------- | ---------------------------------------- |
| 1    | 3        | Athing Mu           | Stati Uniti | 1'58"12 | Q                                        |
| 2    | 3        | Diribe Welteji      | Etiopia     | 1'58"16 | Q                                        |
| 3    | 2        | Keely Hodgkinson    | Regno Unito | 1'58"51 | Q                                        |
| 4    | 2        | Natoya Goule        | Giamaica    | 1'58"73 | Q                                        |
| 5    | 2        | Raevyn Rogers       | Stati Uniti | 1'58"77 | q                                        |
| 6    | 3        | Anita Horvat        | Slovenia    | 1'59"60 | q                                        |
| 7    | 1        | Mary Moraa          | Kenya       | 1'59"65 | Q                                        |
| 8    | 3        | Lore Hoffmann       | Svizzera    | 1'59"88 | Miglior prestazione personale stagionale |
| 9    | 1        | Ajee Wilson         | Stati Uniti | 1'59"97 | Q                                        |
| 10   | 3        | Prudence Sekgodiso  | Sudafrica   | 2'00"01 |                                          |
| 11   | 2        | Freweyni Hailu      | Etiopia     | 2'00"11 |                                          |
| 12   | 1        | Adelle Tracey       | Giamaica    | 2'00"21 |                                          |
| 13   | 3        | Elena Bellò         | Italia      | 2'00"34 |                                          |
| 14   | 1        | Habitam Alemu       | Etiopia     | 2'00"37 | Miglior prestazione personale stagionale |
| 15   | 1        | Jemma Reekie        | Regno Unito | 2'00"43 |                                          |
| 16   | 2        | Anna Wielgosz       | Polonia     | 2'00"51 |                                          |
| 17   | 3        | Alexandra Bell      | Regno Unito | 2'00"82 |                                          |
| 18   | 1        | Renelle Lamote      | Francia     | 2'00"86 |                                          |
| 19   | 3        | Halimah Nakaayi     | Uganda      | 2'01"05 |                                          |
| 20   | 2        | Majtie Kolberg      | Germania    | 2'01"36 |                                          |
| 21   | 1        | Lindsey Butterworth | Canada      | 2'01"39 |                                          |
| 22   | 2        | Noélie Yarigo       | Benin       | 2'01"52 |                                          |
| 23   | 1        | Christina Hering    | Germania    | 2'01"57 |                                          |
| 24   | 2        | Ellie Baker         | Regno Unito | 2'02"77 |                                          |
| 25   | 3        | Naomi Korir         | Kenya       | 2'03"08 |                                          |
| 26   | 2        | Catriona Bisset     | Australia   | 2'05"20 |                                          |

### Finale
| Pos.    | Atleta           | Nazionalità | Tempo   | Note                                     |
| ------- | ---------------- | ----------- | ------- | ---------------------------------------- |
| Oro     | Athing Mu        | Stati Uniti | 1'56"30 | Miglior prestazione mondiale stagionale  |
| Argento | Keely Hodgkinson | Regno Unito | 1'56"38 | Miglior prestazione personale stagionale |
| Bronzo  | Mary Moraa       | Kenya       | 1'56"71 | Miglior prestazione personale            |
| 4       | Diribe Welteji   | Etiopia     | 1'57"02 | Miglior prestazione personale            |
| 5       | Natoya Goule     | Giamaica    | 1'57"90 | Miglior prestazione personale stagionale |
| 6       | Raevyn Rogers    | Stati Uniti | 1'58"26 |                                          |
| 7       | Anita Horvat     | Slovenia    | 1'59"83 |                                          |
| 8       | Ajee Wilson      | Stati Uniti | 2'00"19 |                                          |